# Losing My Religion
"Losing My Religion" er en sang af det alternative rockband R.E.M. Sangen blev udgivet som den første single fra gruppens album Out of Time (1991). Den bygger på et mandolinriff og "Losing My Religion" blev et usandsynligt hit for gruppen, der skaffede dem stor spilletid på alverdens radioer samt på MTV som følge af dens kritikerroste musikvideo. Sangen blev den højeste placerede i på de amerikanske hitlister, blandt gruppens udgivelser, hvor den nåede nummer 4 på Billboard Hot 100. "Losing My Religion" var med til at øge gruppens popularitet voldsomt og udbrede kendskabet til R.E.M., og sangen er fortsat blandt gruppens mest kendte numre. Den blev nomineret til syv Grammy Awards, og vandt to for Best Pop Performance by a Duo or Group with Vocal and Bedste korte musikvideo.

## Hitlister
| Hitlister (1991)                                 | Højeste placering |
| ------------------------------------------------ | ----------------- |
| Australien (ARIA)                                | 11                |
| Østrig (Ö3 Austria Top 40)                       | 6                 |
| Belgien (Ultratop 50 Flanderen)                  | 1                 |
| Canada Top Singles (RPM)                         | 6                 |
| Denmark (IFPI)                                   | 9                 |
| Frankrig (SNEP)                                  | 3                 |
| Ireland (IRMA)                                   | 5                 |
| Holland (Single Top 100)                         | 1                 |
| Italien (FIMI)                                   | 8                 |
| New Zealand (RIANZ)                              | 16                |
| Norge (VG-lista)                                 | 4                 |
| Sverige (Sverigetopplistan)                      | 3                 |
| Schweiz (Schweizer Hitparade)                    | 11                |
| Storbritannien Singles (Official Charts Company) | 19                |
| US Billboard Hot 100                             | 4                 |
| US Adult Contemporary (Billboard)                | 28                |
| US Mainstream Rock Tracks (Billboard)            | 1                 |
| US Modern Rock Tracks (Billboard)                | 1                 |

| Chart (2008)   | Peak position |
| -------------- | ------------- |
| Italien (FIMI) | 14            |

| Chart (2013)        | Peak position |
| ------------------- | ------------- |
| Slovenia (SloTop50) | 14            |

| Chart (2015)                   | Peak position |
| ------------------------------ | ------------- |
| Polen (Polish Airplay Top 100) | 88            |

| Chart (2017)        | Peak position |
| ------------------- | ------------- |
| Slovenia (SloTop50) | 46            |

## Certificeringer
| Land                       | Certificering |
| -------------------------- | ------------- |
| Italien (FIMI)             | Platin        |
| Storbritannien (BPI)       | Sølv          |
| USA (RIAA) Physical single | Guld          |
| USA (RIAA) Digital single  | Guld          |